# Jim Todd
Roy Rubin, né en 1952, à Billerica, au Massachusetts, est un ancien entraîneur américain de basket-ball. 